# Imagem Filmes
Imagem Filmes – brazylijski niezależny dystrybutor filmowy i telewizyjny.
Imagem Filmes wydał produkcje takie jak m.in. Głupi i głupszy bardziej, Ghost Rider 2, Immortals. Bogowie i herosi, Bruna Surfistinha i Somos Tão Jovens.